# Могильовське повстання (1618)
Могильовське повстання 1618 року — повстання городян Могильова проти відвідин міста уніатським архиєпископом Йосафатом Кунцевичем, який був активним поборником унії.

## Історія
Восени 1618 року Кунцевич захотів відвідати Могильов, проте жителі міста, коли він підійшов зі свитою 9 жовтня стали бити на сполох у вічовий дзвін. Було закрито всі міські ворота, на стінах і валах розставлено озброєних людей. Після цього влада міста разом з натовпами народу з хоругвами в руках вийшли назустріч Кунцевичу, почали проклинати його як віровідступника і навіть погрожували вбити, якщо він не піде від Могильова. Повстання очолював бурмістр Могильова Богдан (Мирон) Соболь, батько друкаря і просвітителя Спиридона Соболя.
Після цього Кунцевич особисто вирушив до Варшави зі скаргою до короля Сигізмунда III. Архієпископ св.Йосафат Кунцевич не вимагав крові, але рішуче висловився про необхідність передання могилівських церков разом
з маєтками під юрисдикцію Полоцької кафедри. За королівським універсалом від 22 березня 1619 року всіх призвідників повстання в числі 20 осіб мало бути страчено, на місто накладено великий штраф на користь скарбниці, а всі православні церкви і монастирі з їх маєтками і доходами передано в підпорядкування Кунцевичу. 
Проте, у Варшаві добре розуміли, що виконання смертного вироку над членами магістрату може мати непередбачувані наслідки. Саме тому
обіцяної екзекуції не було проведено ні 1619 року, ні пізніше.. При цьому в рішенні спеціально згадано, що справа стосується не утисків віри, а бунту і образи не тільки архиєпископа, а й самого короля. Крім того, 20 листопада король заборонив жителям Могильова будувати церкви без дозволу Кунцевича.